# La razón (singolo)
La razón è un singolo della cantautrice spagnola Ana Mena e della cantautrice portoricana Gale, pubblicato il 3 maggio 2024 dall'etichetta Sony Music España.

## Descrizione
Il brano, scritto dalla stessa Gale con Vicente Jiménez Gómez Del Barco e Dallas James Koehlke, in arte DallasK, è prodotto da quest'ultimo.

## Video musicale
Il video musicale, diretto da Willy Rodríguez, è stato pubblicato in concomitanza all'uscita del brano attraverso il canale YouTube di Ana Mena.

## Tracce
Testi e musiche di Carolina Isabel Colón Juarbe, Vicente Jiménez Gómez Del Barco e Dallas James Koehlke.
1. La razón – 2:32

## Formazione
Musicisti
- Ana Mena Rojas – voce
- Carolina Isabel Colón Juarbe – voce
- Dallas James Koehlke – programmazione, tastiere, pianoforte

Produzione
- Bruno Nicolás Fernández (Dabruk) – registrazione
- Dallas James Koehlke – produzione, registrazione
- Dale Becker – mastering
- John Hanes – missaggio

## Classifiche
| Classifica (2024) | Posizione massima |
| ----------------- | ----------------- |
| Spagna            | 78                |